# Möllenhagen
Möllenhagen ist eine Gemeinde im Landkreis Mecklenburgische Seenplatte in Mecklenburg-Vorpommern. Die Gemeinde wird vom Amt Penzliner Land mit Sitz in der Stadt Penzlin verwaltet.

## Ortsteile
Zu Möllenhagen gehören die Ortsteile Bauernberg, Freidorf, Groß Varchow, Hoppenbarg, Kraase, Lehsten, Rethwisch, Rockow und Wendorf. Möllenhagen selbst wird vor allem durch die Industrie und Gewerbeansiedlung geprägt und seine Ortsteile von der Landwirtschaft.

## Geschichte
Alle auf dem Gemeindegebiet liegenden Dörfer können auf eine lange historische Entwicklung verweisen:
- Kraase zum Beispiel ist über 700 Jahre alt.
- In Möllenhagen bestand einige Jahrhunderte ein Rittergut als Lehen, dessen Besitzer kurzzeitig die Freiherren von Frisch waren. Nach ihnen übernahm für eine Generation die briefadelige Familie von Gundlach den Besitz.[2] Zuletzt verblieb Möllenhagen bis zur Bodenreform 1945 mit Carlos Diederichsen und Nachfolgern zumeist in bürgerlicher Hand.[3] Das Allod-Gut hatte kurz vor der großen Wirtschaftskrise 1929 eine Gesamtgröße von 900 ha, Haupteinnahmequelle war die Schafswirtschaft.[4] Das Möllenhagener Gutshaus ist heute nicht mehr erhalten.
- Rethwisch war bis 1. Juli 1950 eigenständig und wurde dann in die Gemeinde eingegliedert.
- Wendorf war zunächst in einer Größe eines Meierhofs aktenkundig, entwickelte sich später zu einer Art gutsherrlichen Vorwerks, dann zu einem Gut. Dieses Gut Wendorf war mit einem ständigen Besitzerwechsel behaftet. Eine Generation bewirtschaftete die geadelte Familie von Schukmann das Areal, unter Friedrich Carl Ferdinand von Schuckmann, Großvater[5] des Vize-Admirals Hugo von Schuckmann. Zuvor und danach war die Familie von Oertzen hier Gutsinhaber, es folgte über mehrere Generationen die Familie von Bülow. Die letzten Jahrzehnte war Gut Wendorf im bürgerlichen Besitz, wurde nach der großen Wirtschaftskrise ausgesiedelt, Wendorf wurde ein Bauerndorf mit Siedlern aus ganz Deutschland.[6]

## Bevölkerung
| Jahr | Einwohner |
| ---- | --------- |
| 1990 | 2248      |
| 1995 | 2258      |
| 2000 | 2138      |
| 2005 | 1893      |
| 2010 | 1681      |
| 2015 | 1514      |

| Jahr | Einwohner |
| ---- | --------- |
| 2020 | 1527      |
| 2021 | 1515      |
| 2022 | 1543      |
| 2023 | 1616      |

Stand: 31. Dezember des jeweiligen Jahres

## Politik

### Gemeindevertretung
Die Gemeindevertretung von Möllenhagen besteht aus zwölf Mitgliedern. Die Kommunalwahl am 9. Juni 2024 führte bei einer Wahlbeteiligung von 66,3 % zu folgendem Ergebnis:
| Partei / Wählergruppe                      | Stimmenanteil 2019 | Sitze 2019 |  | Stimmenanteil 2024 | Sitze 2024 |
| ------------------------------------------ | ------------------ | ---------- |  | ------------------ | ---------- |
| Lebenswerte Gemeinde Möllenhagen           | –                  | –          |  | 41,9 %             | 5          |
| Freie Wähler Möllenhagen                   | –                  | –          |  | 20,4 %             | 2          |
| CDU                                        | 41,0 %             | 5          |  | 18,0 %             | 2          |
| Einzelbewerber Jürgen Hirlemann            | 08,1 %             | 1          |  | 07,6 %             | 1          |
| Einzelbewerber Martin Groß                 | –                  | –          |  | 05,8 %             | 1          |
| Einzelbewerber René Piechot                | –                  | –          |  | 03,9 %             | 1          |
| Die Heimat                                 | –                  | –          |  | 02,5 %             | –          |
| Unabhängige Wählergemeinschaft Möllenhagen | 44,2 %             | 5          |  | –                  | –          |
| Einzelbewerber Torsten Lohmann             | 06,8 %             | 1          |  | –                  | –          |
| Insgesamt                                  | 100 %              | 12         |  | 100 %              | 12         |

### Bürgermeister
- 2014–2024: Thomas Diener (CDU)
- seit 2024: Marten Günther (Lebenswerte Gemeinde Möllenhagen)

Am 26. Mai 2019 wurde Diener mit 56,6 % der gültigen Stimmen wiedergewählt.
Bei der Bürgermeisterwahl am 9. Juni 2024 wurde Günther mit 66,0 % der gültigen Stimmen zu seinem Nachfolger gewählt. Seine Amtszeit beträgt fünf Jahre.

### Wappen
| Wappen von Möllenhagen | Blasonierung: „Gespalten; vorn in Rot ein links gewendeter goldener Flügel; hinten in Gold ein blauer Mühlstein über zwei schräg gekreuzten blauen Rodehacken.“ |
| Wappen von Möllenhagen | Wappenbegründung: In dem Wappen steht der Flügel für die artenreiche Tierwelt der Umgebung, insbesondere für die Kraniche. Gleichzeitig soll mit den Flügelfedern auf die Anzahl der Ortsteile verwiesen werden. Mit dem Mühlstein und den Rodehacken wird redend der bildliche Bezug zu dem seit dem 16. Jh. geführten Ortsnamen Möllenhagen hergestellt, wobei die Rodehacken auf den Namensbestandteil „-hagen“ hindeuten und auf den im Zuge des deutschrechtlichen Landausbaus durch Rodung von Waldflächen neu geschaffenen Ort verweisen. Die Tingierung des Wappens in Blau, Gold und Rot kennzeichnet die Zugehörigkeit der Gemeinde zum Landesteil Mecklenburg. Das Wappen und die Flagge wurde von dem Schweriner Heraldiker Heinz Kippnick gestaltet. Es wurde zusammen mit der Flagge am 30. Januar 2003 durch das Ministerium des Innern genehmigt und unter der Nr. 274 der Wappenrolle des Landes Mecklenburg-Vorpommern registriert. |

### Flagge
Die Flagge ist gleichmäßig und quer zur Längsachse des Flaggentuchs von Gelb und Rot gestreift. In der Mitte des Flaggentuchs liegt, auf jeweils ein Drittel der Länge des gelben und des roten Streifens übergreifend, das Gemeindewappen, das zwei Drittel der Höhe des Flaggentuchs einnimmt. Die Länge des Flaggentuchs verhält sich zur Höhe wie 5:3.

### Dienstsiegel
Das Dienstsiegel zeigt das Gemeindewappen mit der Umschrift „GEMEINDE MÖLLENHAGEN • LANDKREIS MECKLENBURGISCHE SEENPLATTE“.

## Sehenswürdigkeiten
- Burgwall Möllenhagen
- Schloss Wendorf, unterhalten von der Gefährdetenhilfe Waren e. V.
- Backsteinkirche in Möllenhagen, im 17. Jahrhundert erbaut
- Feldsteinkirche in Kraase, im 13. Jahrhundert erbaut
- Dorfkirche in Groß Varchow
- Büdnerei in Lehsten, beherbergt ein Heimatmuseum und eine Galerie

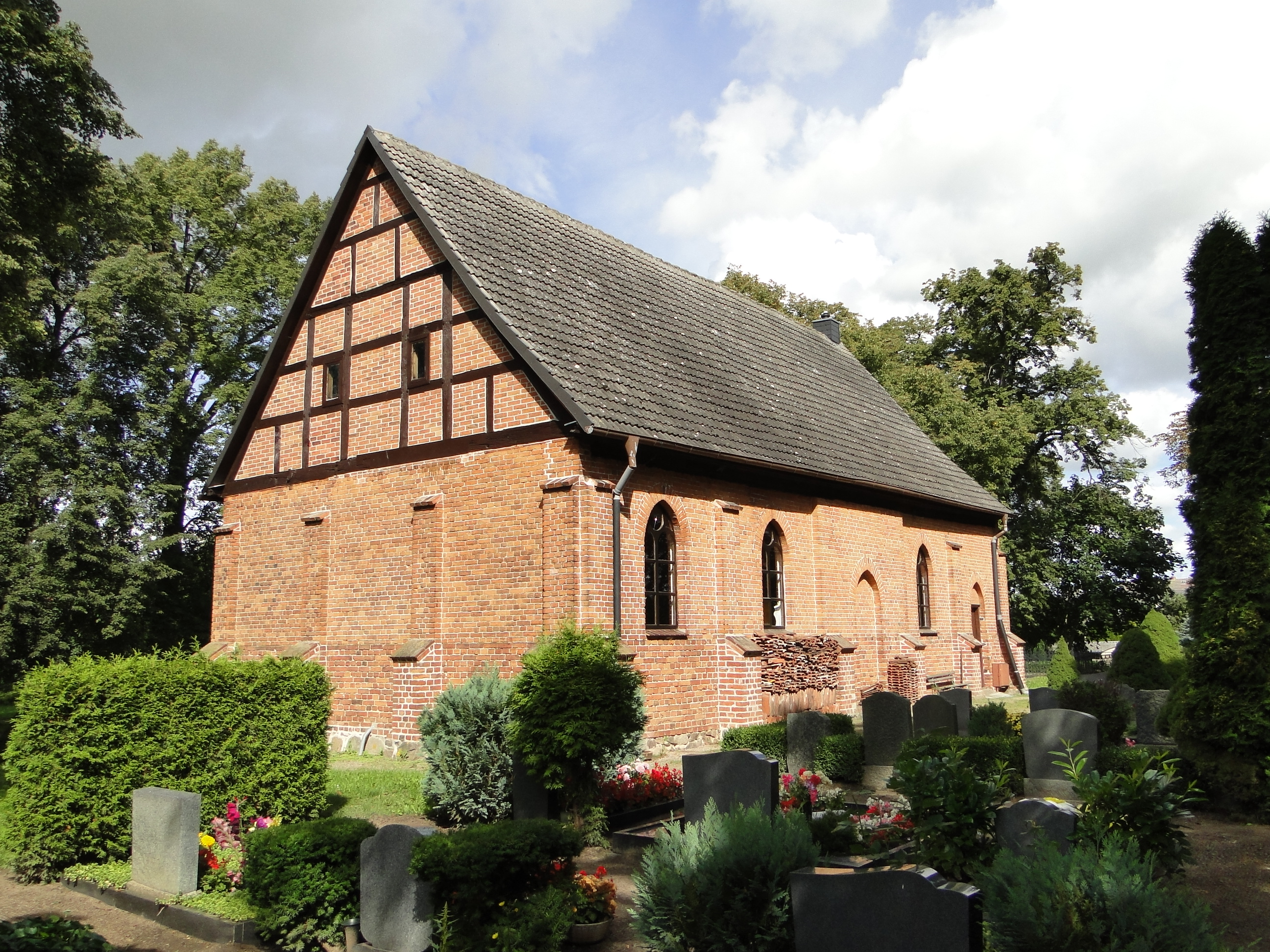
Kirche in Möllenhagen
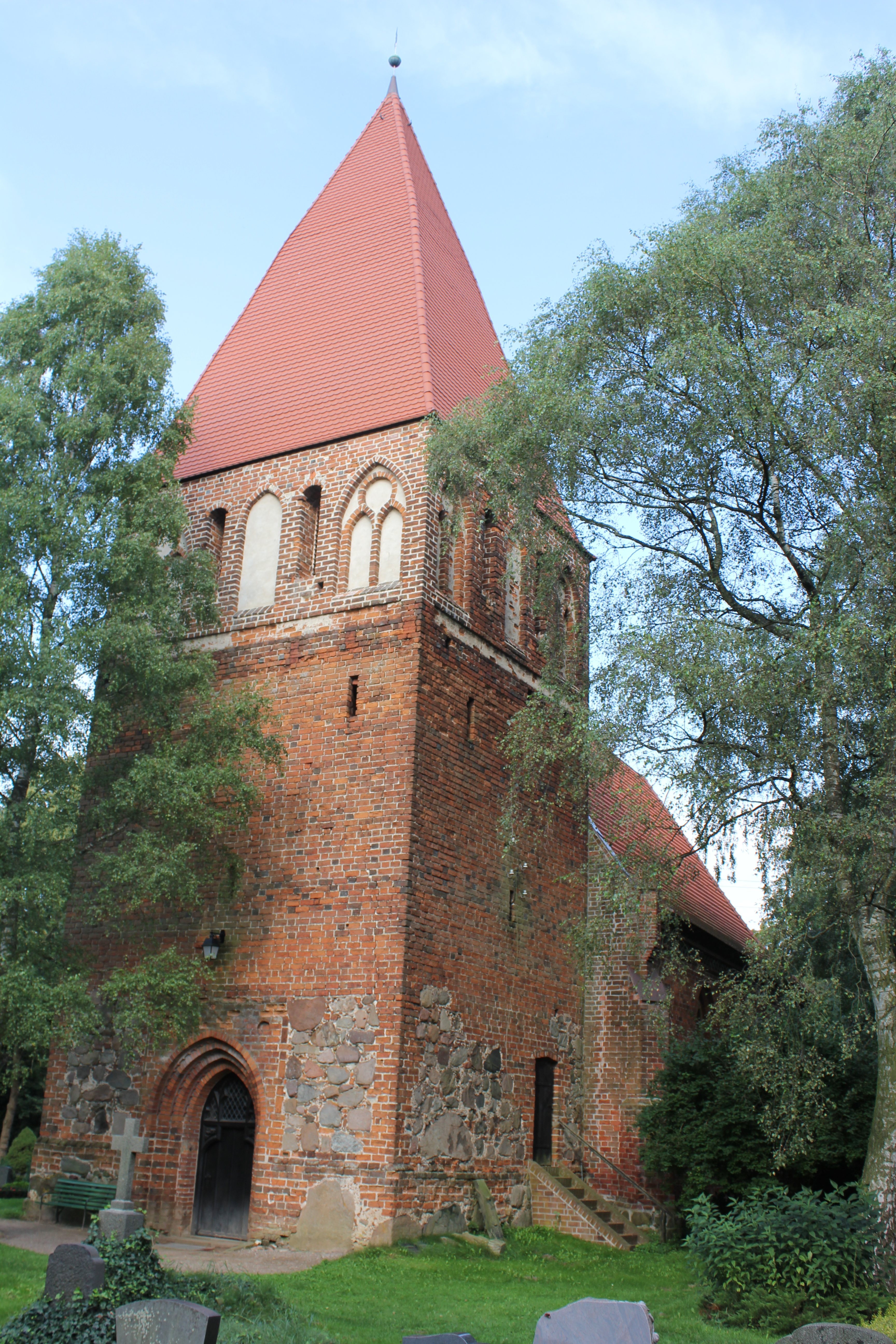
Backsteinkirche in Groß Varchow
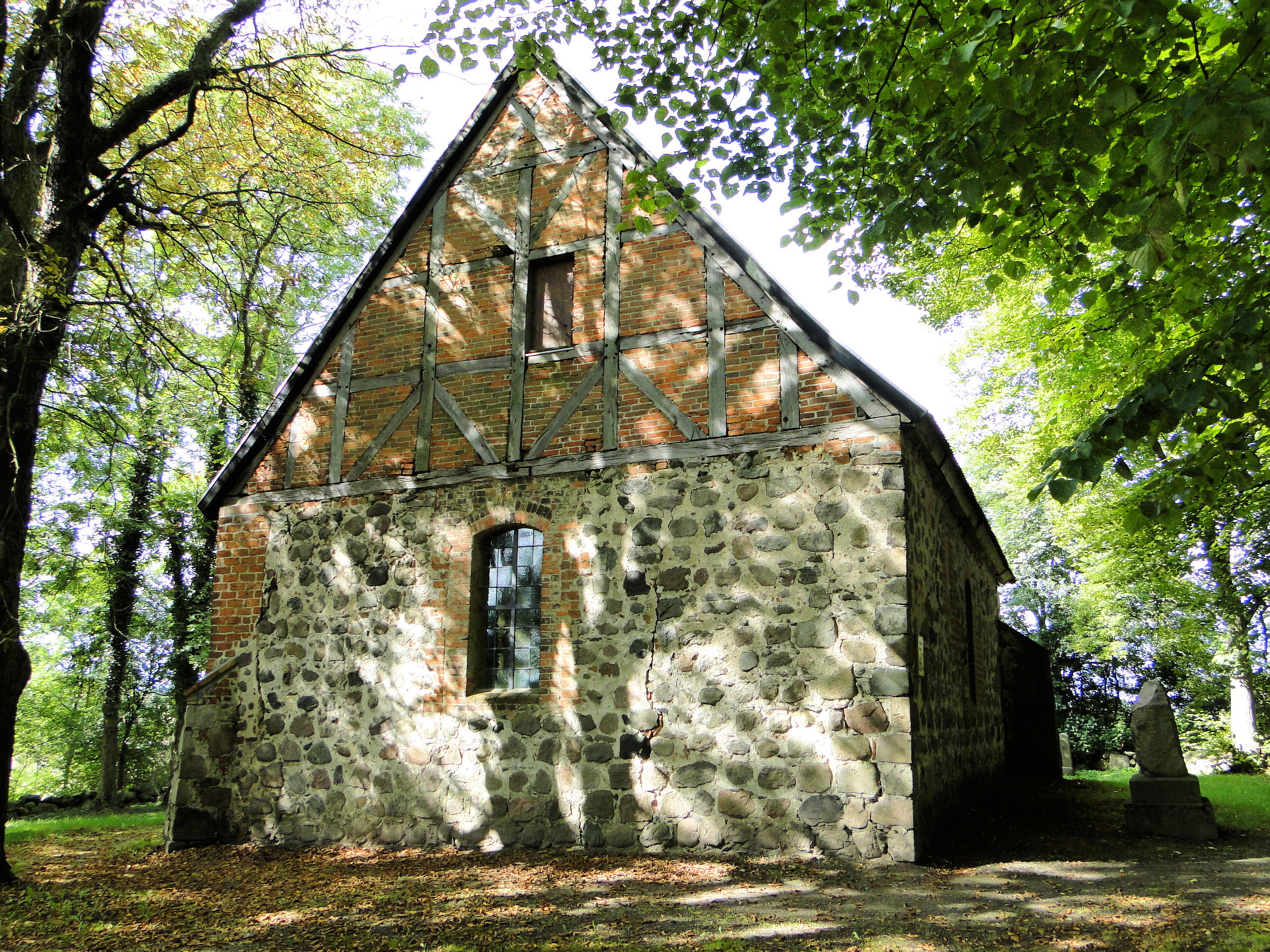
Kirche in Kraase
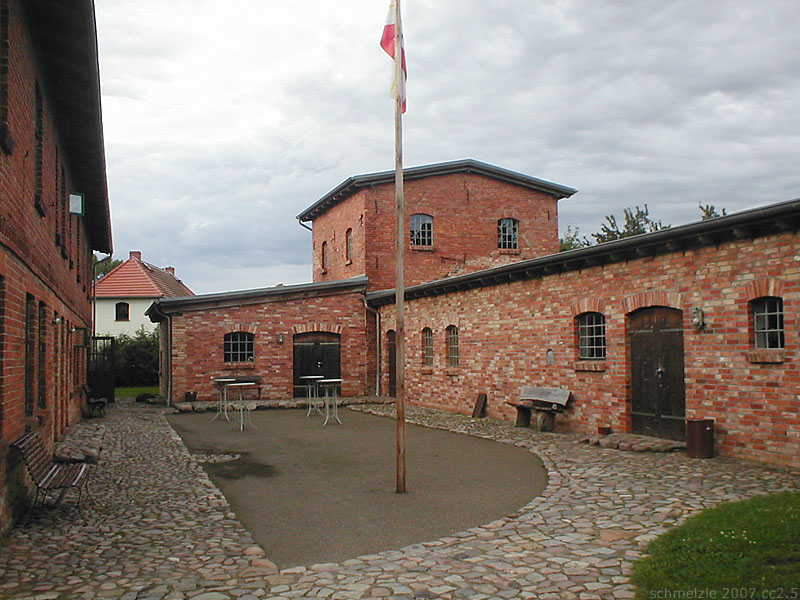
Büdnerei in Lehsten
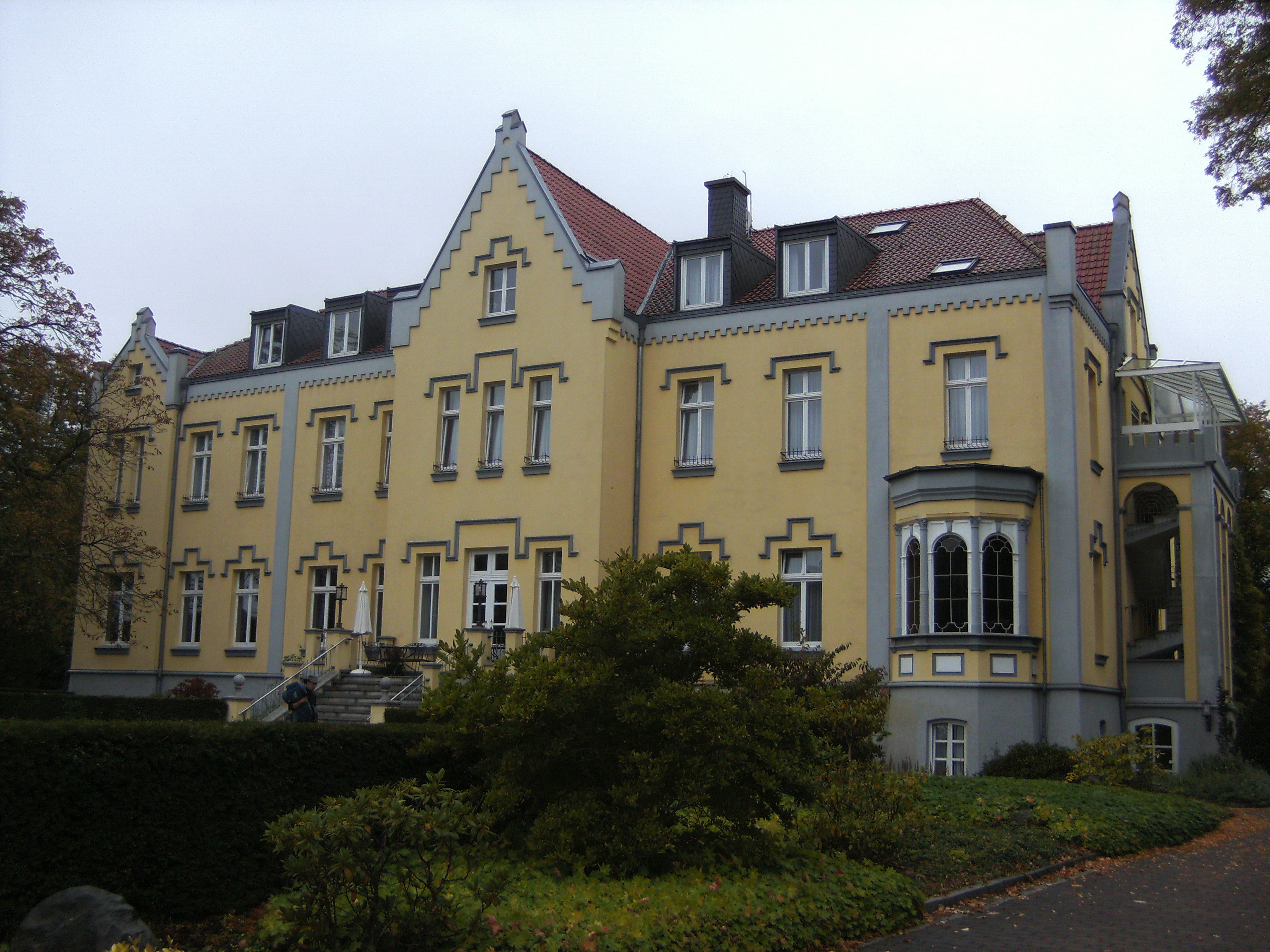
Schloss Wendorf
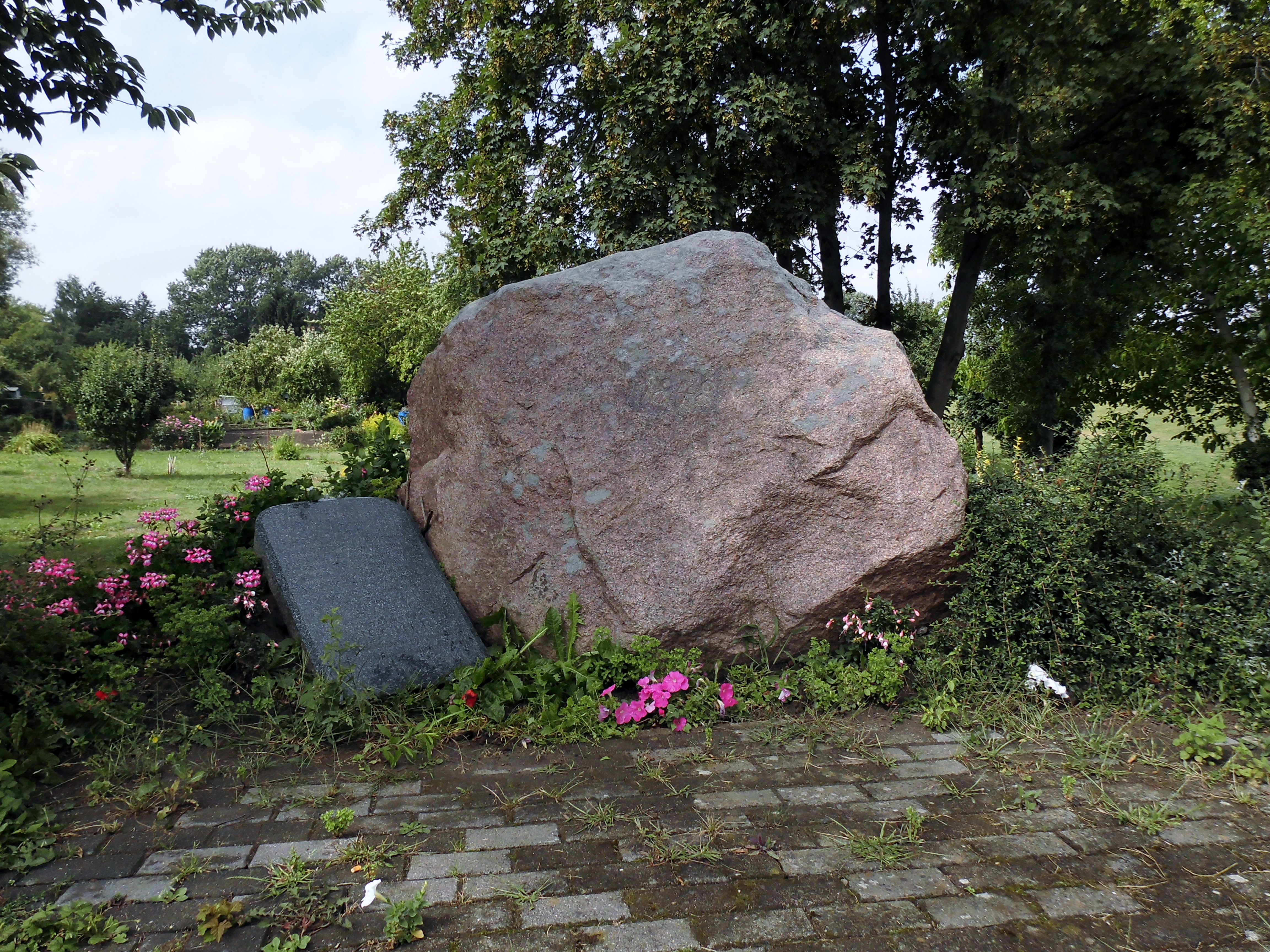
Gedenkstein 1848

## Verkehr

### Straße
Die Gemeinde Möllenhagen liegt direkt an der B 192 als Verbindung nach Westen, Richtung Waren (Müritz), und nach Neubrandenburg im Osten. Die B 194 verläuft unweit westlich der Gemeinde. Der Süden der Gemeinde ist über die Kreisstraße 10 und der Norden über die Kreisstraße 7 erschlossen. Die Bundesautobahn 20 ist über die B 192 in Richtung Neubrandenburg zu erreichen, über Waren (Müritz) die A 19.

### Schiene
Bis zum Zweiten Weltkrieg bestand ein Anschluss an das aktive Schienennetz. Die Gleise der Mecklenburgischen Südbahn verbanden Möllenhagen mit Neubrandenburg und Waren (Müritz). Nach dem Zweiten Weltkrieg wurden Teile dieser Bahnlinie als Reparationszahlung demontiert. Zwischen Möllenhagen und Neubrandenburg wurde die Strecke nicht wieder aufgebaut. Der Abschnitt von Möllenhagen nach Waren (Müritz) wird regelmäßig benutzt vom Betonwerk in Rethwisch, einem Ortsteil von Möllenhagen.

### Öffentlicher Personennahverkehr
Der öffentliche Personennahverkehr wird von der Personenverkehr Müritz GmbH betrieben. Es bestehen regelmäßige Busverbindungen nach Waren (Müritz), Neubrandenburg und Röbel/Müritz (datBus). Weiterhin existieren mehrere Linien, die die Dörfer des Amtsgebietes am Morgen und am frühen Nachmittag anfahren.

## Persönlichkeiten
- Johann Georg von Holstein (1662–1730), königlich dänischer Oberlanddrost und Geheimer Rat
- Friedrich von Gundlach (1822–1871), Besitzer des Ritterguts Möllenhagen
- Adolf Georg von Maltzan (1877–1927), deutscher Diplomat
- Albert Benary (1881–1963), Offizier und Militärschriftsteller.
- Friedrich Griese (1890–1975), Schriftsteller, einer der wichtigsten Repräsentanten der Mecklenburger Heimatliteratur sowie Blut-und-Boden-Dichter